# Fermatpseudoprimtal
Inom talteori utgör Fermatpseudoprimtal den viktigaste klassen av pseudoprimtal från Fermats lilla sats.

## Definition
Fermats lilla sats säger att om {\textstyle p} är ett primtal samt att {\textstyle a} och {\textstyle p} är relativt prima så är {\textstyle a^{p-1}} delbart med {\textstyle p}. För ett heltal {\displaystyle a>1}, om ett sammansatt heltal {\textstyle x} är delbart med {\textstyle a^{x-1}-1}, så kallas {\textstyle x} för ett Fermatpseudoprimtal till basen {\textstyle a}. Med andra ord är ett sammansatt heltal ett Fermatpseudoprimtal för basen {\textstyle a} om det lyckas passera Fermats primtalstest med basen {\textstyle a}.

## Egenskaper

### Fördelning
Det finns oändligt många pseudoprimtal för en given bas {\textstyle a>1}. Cipolla visade 1904 hur man kan skapa ett oändligt antal pseudoprimtal med en bas som är större än 1:
Låt {\textstyle p} vara ett primtal som inte är delbart med {\textstyle a(a^{2}-1)} samt att {\textstyle A={\tfrac {(a^{p}-1)}{(a-1)}}} och {\textstyle B={\tfrac {(a^{p}+1)}{(a+1)}}}. Då är {\textstyle n=AB} är ett sammansatt tal och är ett pseudoprimtal för basen {\textstyle a}.
I själva verket finns det oändligt många starka pseudoprimtal för alla baser som är större än 1 och oändligt många Carmichaeltal, men de är relativt sällsynta. Det finns 3 stycken pseudoprimtal för bas 2 under 1 000, 245 under 1,0 × 106 och 21 853 mindre än 2,5 × 1010.

### Små pseudoprimtal
De minsta Fermatpseudoprimtalen för varje bas {\textstyle a\leq 200} ges i följande tabell; färgerna markerar antalet primtalsfaktorer. Till skillnad från i definitionen i början av artikeln så utesluts pseudoprimtalen under {\textstyle a} i tabellen nedan.
| Tabell över de minsta Fermatpseudoprimtalen (talföljd A007535 i OEIS) | Tabell över de minsta Fermatpseudoprimtalen (talföljd A007535 i OEIS) | Tabell över de minsta Fermatpseudoprimtalen (talföljd A007535 i OEIS) | Tabell över de minsta Fermatpseudoprimtalen (talföljd A007535 i OEIS) | Tabell över de minsta Fermatpseudoprimtalen (talföljd A007535 i OEIS) | Tabell över de minsta Fermatpseudoprimtalen (talföljd A007535 i OEIS) | Tabell över de minsta Fermatpseudoprimtalen (talföljd A007535 i OEIS) | Tabell över de minsta Fermatpseudoprimtalen (talföljd A007535 i OEIS) |
| {\textstyle a}                                                        | Minsta pseudoprimtal                                                  | {\textstyle a}                                                        | Minsta pseudoprimtal                                                  | {\textstyle a}                                                        | Minsta pseudoprimtal                                                  | {\textstyle a}                                                        | Minsta pseudoprimtal                                                  |
| --------------------------------------------------------------------- | --------------------------------------------------------------------- | --------------------------------------------------------------------- | --------------------------------------------------------------------- | --------------------------------------------------------------------- | --------------------------------------------------------------------- | --------------------------------------------------------------------- | --------------------------------------------------------------------- |
| 1                                                                     | 4 = 22                                                                | 51                                                                    | 65 = 5 · 13                                                           | 101                                                                   | 175 = 52 × 7                                                          | 151                                                                   | 175 = 52 × 7                                                          |
| 2                                                                     | 341 = 11 × 31                                                         | 52                                                                    | 85 = 5 × 17                                                           | 102                                                                   | 133 = 7 × 19                                                          | 152                                                                   | 153 = 32 × 17                                                         |
| 3                                                                     | 91 = 7 × 13                                                           | 53                                                                    | 65 = 5 × 13                                                           | 103                                                                   | 133 = 7 × 19                                                          | 153                                                                   | 209 = 11 × 19                                                         |
| 4                                                                     | 15 = 3 × 5                                                            | 54                                                                    | 55 = 5 × 11                                                           | 104                                                                   | 105 = 3 × 5 × 7                                                       | 154                                                                   | 155 = 5 × 31                                                          |
| 5                                                                     | 124 = 22 × 31                                                         | 55                                                                    | 63 = 32 × 7                                                           | 105                                                                   | 451 = 11 × 41                                                         | 155                                                                   | 231 = 3 × 7 × 11                                                      |
| 6                                                                     | 35 = 5 × 7                                                            | 56                                                                    | 57 = 3 × 19                                                           | 106                                                                   | 133 = 7 × 19                                                          | 156                                                                   | 217 = 7 × 31                                                          |
| 7                                                                     | 25 = 52                                                               | 57                                                                    | 65 = 5 × 13                                                           | 107                                                                   | 133 = 7 × 19                                                          | 157                                                                   | 186 = 2 × 3 × 31                                                      |
| 8                                                                     | 9 = 32                                                                | 58                                                                    | 133 = 7 × 19                                                          | 108                                                                   | 341 = 11 × 31                                                         | 158                                                                   | 159 = 3 × 53                                                          |
| 9                                                                     | 28 = 22 × 7                                                           | 59                                                                    | 87 = 3 · 29                                                           | 109                                                                   | 117 = 32 × 13                                                         | 159                                                                   | 247 = 13 × 19                                                         |
| 10                                                                    | 33 = 3 × 11                                                           | 60                                                                    | 341 = 11 × 31                                                         | 110                                                                   | 111 = 3 × 37                                                          | 160                                                                   | 161 = 7 × 23                                                          |
| 11                                                                    | 15 = 3 × 5                                                            | 61                                                                    | 91 = 7 × 13                                                           | 111                                                                   | 190 = 2 × 5 × 19                                                      | 161                                                                   | 190 = 2 × 5 × 19                                                      |
| 12                                                                    | 65 = 5 × 13                                                           | 62                                                                    | 63 = 32 × 7                                                           | 112                                                                   | 121 = 112                                                             | 162                                                                   | 481 = 13 × 37                                                         |
| 13                                                                    | 21 = 3 × 7                                                            | 63                                                                    | 341 = 11 × 31                                                         | 113                                                                   | 133 = 7 × 19                                                          | 163                                                                   | 186 = 2 × 3 × 31                                                      |
| 14                                                                    | 15 = 3 × 5                                                            | 64                                                                    | 65 = 5 × 13                                                           | 114                                                                   | 115 = 5 × 23                                                          | 164                                                                   | 165 = 3 × 5 × 11                                                      |
| 15                                                                    | 341 = 11 × 31                                                         | 65                                                                    | 112 = 24 × 7                                                          | 115                                                                   | 133 = 7 × 19                                                          | 165                                                                   | 172 = 22 × 43                                                         |
| 16                                                                    | 51 = 3 × 17                                                           | 66                                                                    | 91 = 7 × 13                                                           | 116                                                                   | 117 = 32 × 13                                                         | 166                                                                   | 301 = 7 × 43                                                          |
| 17                                                                    | 45 = 32 × 5                                                           | 67                                                                    | 85 = 5 × 17                                                           | 117                                                                   | 145 = 5 × 29                                                          | 167                                                                   | 231 = 3 × 7 × 11                                                      |
| 18                                                                    | 25 = 52                                                               | 68                                                                    | 69 = 3 × 23                                                           | 118                                                                   | 119 = 7 × 17                                                          | 168                                                                   | 169 = 132                                                             |
| 19                                                                    | 45 = 32 × 5                                                           | 69                                                                    | 85 = 5 × 17                                                           | 119                                                                   | 177 = 3 × 59                                                          | 169                                                                   | 231 = 3 × 7 × 11                                                      |
| 20                                                                    | 21 = 3 × 7                                                            | 70                                                                    | 169 = 132                                                             | 120                                                                   | 121 = 112                                                             | 170                                                                   | 171 = 32 × 19                                                         |
| 21                                                                    | 55 = 5 × 11                                                           | 71                                                                    | 105 = 3 × 5 × 7                                                       | 121                                                                   | 133 = 7 × 19                                                          | 171                                                                   | 215 = 5 × 43                                                          |
| 22                                                                    | 69 = 3 × 23                                                           | 72                                                                    | 85 = 5 × 17                                                           | 122                                                                   | 123 = 3 × 41                                                          | 172                                                                   | 247 = 13 × 19                                                         |
| 23                                                                    | 33 = 3 × 11                                                           | 73                                                                    | 111 = 3 × 37                                                          | 123                                                                   | 217 = 7 × 31                                                          | 173                                                                   | 205 = 5 × 41                                                          |
| 24                                                                    | 25 = 52                                                               | 74                                                                    | 75 = 3 × 52                                                           | 124                                                                   | 125 = 53                                                              | 174                                                                   | 175 = 52 × 7                                                          |
| 25                                                                    | 28 = 22 × 7                                                           | 75                                                                    | 91 = 7 × 13                                                           | 125                                                                   | 133 = 7 × 19                                                          | 175                                                                   | 319 = 11 × 19                                                         |
| 26                                                                    | 27 = 33                                                               | 76                                                                    | 77 = 7 × 11                                                           | 126                                                                   | 247 = 13 × 19                                                         | 176                                                                   | 177 = 3 × 59                                                          |
| 27                                                                    | 65 = 5 × 13                                                           | 77                                                                    | 247 = 13 × 19                                                         | 127                                                                   | 153 = 32 × 17                                                         | 177                                                                   | 196 = 22 × 72                                                         |
| 28                                                                    | 45 = 32 × 5                                                           | 78                                                                    | 341 = 11 × 31                                                         | 128                                                                   | 129 = 3 × 43                                                          | 178                                                                   | 247 = 13 × 19                                                         |
| 29                                                                    | 35 = 5 × 7                                                            | 79                                                                    | 91 = 7 × 13                                                           | 129                                                                   | 217 = 7 × 31                                                          | 179                                                                   | 185 = 5 × 37                                                          |
| 30                                                                    | 49 = 72                                                               | 80                                                                    | 81 = 34                                                               | 130                                                                   | 217 = 7 × 31                                                          | 180                                                                   | 217 = 7 × 31                                                          |
| 31                                                                    | 49 = 72                                                               | 81                                                                    | 85 = 5 × 17                                                           | 131                                                                   | 143 = 11 × 13                                                         | 181                                                                   | 195 = 3 × 5 × 13                                                      |
| 32                                                                    | 33 = 3 × 11                                                           | 82                                                                    | 91 = 7 × 13                                                           | 132                                                                   | 133 = 7 × 19                                                          | 182                                                                   | 183 = 3 × 61                                                          |
| 33                                                                    | 85 = 5 · 17                                                           | 83                                                                    | 105 = 3 × 5 × 7                                                       | 133                                                                   | 145 = 5 × 29                                                          | 183                                                                   | 221 = 13 × 17                                                         |
| 34                                                                    | 35 = 5 × 7                                                            | 84                                                                    | 85 = 5 × 17                                                           | 134                                                                   | 135 = 33 × 5                                                          | 184                                                                   | 185 = 5 × 37                                                          |
| 35                                                                    | 51 = 3 × 17                                                           | 85                                                                    | 129 = 3 × 43                                                          | 135                                                                   | 221 = 13 × 17                                                         | 185                                                                   | 217 = 7 × 31                                                          |
| 36                                                                    | 91 = 7 × 13                                                           | 86                                                                    | 87 = 3 × 29                                                           | 136                                                                   | 265 = 5 × 53                                                          | 186                                                                   | 187 = 11 × 17                                                         |
| 37                                                                    | 45 = 32 × 5                                                           | 87                                                                    | 91 = 7 × 13                                                           | 137                                                                   | 148 = 22 × 37                                                         | 187                                                                   | 217 = 7 × 31                                                          |
| 38                                                                    | 39 = 3 × 13                                                           | 88                                                                    | 91 = 7 × 13                                                           | 138                                                                   | 259 = 7 × 37                                                          | 188                                                                   | 189 = 33 × 7                                                          |
| 39                                                                    | 95 = 5 × 19                                                           | 89                                                                    | 99 = 32 × 11                                                          | 139                                                                   | 161 = 7 × 23                                                          | 189                                                                   | 235 = 5 × 47                                                          |
| 40                                                                    | 91 = 7 × 13                                                           | 90                                                                    | 91 = 7 × 13                                                           | 140                                                                   | 141 = 3 × 47                                                          | 190                                                                   | 231 = 3 × 7 × 11                                                      |
| 41                                                                    | 105 = 3 × 5 × 7                                                       | 91                                                                    | 115 = 5 × 23                                                          | 141                                                                   | 355 = 5 × 71                                                          | 191                                                                   | 217 = 7 × 31                                                          |
| 42                                                                    | 205 = 5 × 41                                                          | 92                                                                    | 93 = 3 × 31                                                           | 142                                                                   | 143 = 11 × 13                                                         | 192                                                                   | 217 = 7 × 31                                                          |
| 43                                                                    | 77 = 7 × 11                                                           | 93                                                                    | 301 = 7 × 43                                                          | 143                                                                   | 213 = 3 × 71                                                          | 193                                                                   | 276 = 22 × 3 × 23                                                     |
| 44                                                                    | 45 = 32 × 5                                                           | 94                                                                    | 95 = 5 × 19                                                           | 144                                                                   | 145 = 5 × 29                                                          | 194                                                                   | 195 = 3 × 5 × 13                                                      |
| 45                                                                    | 76 = 22 × 19                                                          | 95                                                                    | 141 = 3 × 47                                                          | 145                                                                   | 153 = 32 × 17                                                         | 195                                                                   | 259 = 7 × 37                                                          |
| 46                                                                    | 133 = 7 × 19                                                          | 96                                                                    | 133 = 7 × 19                                                          | 146                                                                   | 147 = 3 × 72                                                          | 196                                                                   | 205 = 5 × 41                                                          |
| 47                                                                    | 65 = 5 × 13                                                           | 97                                                                    | 105 = 3 × 5 × 7                                                       | 147                                                                   | 169 = 132                                                             | 197                                                                   | 231 = 3 × 7 × 11                                                      |
| 48                                                                    | 49 = 72                                                               | 98                                                                    | 99 = 32 × 11                                                          | 148                                                                   | 231 = 3 × 7 × 11                                                      | 198                                                                   | 247 = 13 × 19                                                         |
| 49                                                                    | 66 = 2 × 3 × 11                                                       | 99                                                                    | 145 = 5 × 29                                                          | 149                                                                   | 175 = 52 × 7                                                          | 199                                                                   | 225 = 32 × 52                                                         |
| 50                                                                    | 51 = 3 × 17                                                           | 100                                                                   | 153 = 32 × 17                                                         | 150                                                                   | 169 = 132                                                             | 200                                                                   | 201 = 3 × 67                                                          |

## Tillämpningar
Rariten hos dessa pseudoprimtal har viktiga tillämpningar inom kryptografi. Exempelvis behöver vissa asymmetriska krypteringsalgoritmer hitta stora primtal snabbt. En av dessa algoritmer är RSA. Den vanligaste algoritmen för att generera ett primtal på är att generera slumpmässiga udda tal och testa om dem är ett primtal eller inte. Deterministiska primitetstester är emellertid väldigt långsamma. Om man är villig att tolerera en godtyckligt liten chans att det hittade talet inte är ett primtal utan ett pseudoprimtal så är det möjligt att använda Fermats primtalstest som är mycket snabbare och enklare.